# کنز سلو
کنز سلو (به صربی: Knez Selo) یک منطقهٔ مسکونی در صربستان است که در Pantelej واقع شده‌است.